# Desire Under the Elms
Desire Under the Elms is een Amerikaans toneelstuk geschreven door Eugene O'Neill, voor het eerst opgevoerd in 1924. De verhaallijn speelt zich af op een boerderij in New England in 1850 en volgt de leden van de familie Cabot: Ephraim, een oude boer; zijn zoon Eben, die gereserveerd is tegenover zijn vader; en Abbie, de nieuwe vrouw van Ephraim.
Het verhaal draait om een complexe liefdesdriehoek tussen Ephraim, Eben en Abbie, waarin hun verlangens en emotionele conflicten centraal staan. O'Neill liet zich inspireren door de Griekse tragedie Hippolytus en paste elementen van het verhaal aan aan een landelijke setting in New England. De intrige verdiept zich wanneer Abbie ontdekt dat zij de boerderij zal erven als zij een zoon met Ephraim krijgt. Dit leidt tot ingewikkelde en tragische gebeurtenissen, zoals bedrog, wraak en het verlies van onschuld.